# Кубок виклику Азії (жінки) 2025
Кубок виклику Азії (жінки) 2025 (англ. 2024 IIHF Women's Challenge Cup of Asia) — спортивне змагання з хокею із шайбою (Кубок виклику Азії серед жінок), проводиться під егідою Міжнародної федерації хокею із шайбою (ІІХФ). Турнір відбувся з 31 травня по 6 червня 2025 року в Аль-Айні (Об'єднані Арабські Емірати).
Збірна Філіппін стала переможцем.

## Команди
- Іран
- Філіппіни
- Об'єднані Арабські Емірати
- Індія
- Киргизстан
- Малайзія

## Турнірна таблиця
| Поз | Команда                        | М | В | ВО | ПО | П | ГЗ | ГП | Різ | О  | Підсумок |
| --- | ------------------------------ | - | - | -- | -- | - | -- | -- | --- | -- | -------- |
| 1   | Філіппіни                      | 5 | 5 | 0  | 0  | 0 | 37 | 5  | +32 | 15 | Чемпіон  |
| 2   | Іран                           | 5 | 4 | 0  | 0  | 1 | 23 | 6  | +17 | 12 | 2 місце  |
| 3   | Індія                          | 5 | 1 | 2  | 0  | 2 | 13 | 16 | −3  | 7  | 3 місце  |
| 4   | Малайзія                       | 5 | 2 | 0  | 0  | 3 | 19 | 17 | +2  | 6  |          |
| 5   | Об'єднані Арабські Емірати (H) | 5 | 1 | 0  | 1  | 3 | 10 | 20 | −10 | 4  |          |
| 6   | Киргизстан                     | 5 | 0 | 0  | 1  | 4 | 4  | 42 | −38 | 1  |          |

## Результати
| 31 травня | Малайзія    | 1  | 3  | Індія      |
| 31 травня | Філіппіни   | 15 | 0  | Киргизстан |
| 31 травня | ОАЕ         | 1  | 4  | Іран       |
| 1 червня  | Киргизстан  | 0  | 14 | Малайзія   |
| 1 червня  | Іран        | 5  | 1  | Індія      |
| 1 червня  | Філіппіни   | 6  | 1  | ОАЕ        |
| 3 червня  | Іран        | 6  | 0  | Киргизстан |
| 3 червня  | Філіппіни   | 8  | 1  | Малайзія   |
| 3 червня  | ОАЕ         | 4  | 5  | Індія      |
| 4 червня  | Малайзія    | 0  | 6  | Іран       |
| 4 червня  | Індія       | 1  | 4  | Філіппіни  |
| 4 червня  | Киргизстан  | 2  | 4  | ОАЕ        |
| 6 червня  | Іран        | 2  | 4  | Філіппіни  |
| 6 червня  | Індія (бул) | 3  | 2  | Киргизстан |
| 6 червня  | ОАЕ         | 0  | 3  | Малайзія   |